# Tricyclandra
Tricyclandra é um género botânico pertencente à família Cucurbitaceae.

## Espécies
- Tricyclandra leandrii Keraudr.

1. ↑  «Tricyclandra — World Flora Online». www.worldfloraonline.org. Consultado em 19 de agosto de 2020